# Карлос Саласар Еррера
Карлос Саласар Еррера (ісп. Carlos Salazar Herrera; 6 вересня 1906, Сан-Хосе, Коста-Рика — 24 липня 1980) — костариканський письменник, скульптор, журналіст і гравер.

## Біографія
Закінчив початкову та середню освіту в Сан-Хосе. Потім вступив на роботу в механічну майстерню. У чотирнадцять років отримує свою першу нагороду за есей «El café». З юності був здібним до літератури і малювання. Потім вирушив до банку Джона Кейта, і, коли банк закрив перед ним свої двері, Карлос скористався своїми навичками художника і вирішив відкрити приватний офіс малювання.
У 1928 році брав участь у конкурсі, де представив свою дисертацію для художньої реконструкції Коста-Рики, і в тому ж році отримав нагороду за свою історію "La Piedra de Toxil ", в літературному конкурсі, організованому редакцією Editorial Costa Rica. 1930 року починає працювати в «Repertorio Americano», де видає більше двадцяти новел. До 1934 року відчайдушно займається гравіюванням кедрів, махоганів та інших листяних порід, виконуючи оціночну графічну роботу. Завдяки його ініціативі йому вдалося зібрати кошти для публікації власних творів, а також творів своїх друзів: Франциско Суньїги, Теодоріко Кіроса, Мануеля де ла Крус Гонсалеса, Франсіско Амігетті, Гілберта Лапорте і Адольфо Саенса. Книга була видана у тому ж році під назвою «Альбом гравюр». 1935 року отримав за свою скульптуру «Motivo» Срібну медаль Центрально-Американської художньої виставки.
Карлос був схильний до малювання, і був призначений у 1942 році професором на факультеті образотворчого мистецтва Університету Коста-Рики. 1947 року написав книгу «Cuentos de Angustias y Paisajes», яку надрукував у видавництві El Cuervo, і яка за короткий час виділилася як одна з найважливіших книг в галузі історії Коста-Рики. Ілюстрована гравюрами з дерева, зробленими самим автором, ця книга вважається його найбільш репрезентативною роботою. Пізніше, у 1958 році, Карлос він був призначений віце-деканом цього ж факультету, посаду якого він обіймав протягом двох років.
Згодом був призначений директором Radio Universidad у 1949 році, а 22 квітня 1950 року почав виконувати обов'язки першого директора Radio Universidad. Письменник, художник, любитель музики, він піклувався про керівництво університетом. На цій посаді він організував програмування, сформулював нормативні документи, керував бюджетом і в 1956 році зумів реалізувати мрію про надання радіо власних засобів для будування Університету в новому місті — Сан-Педро-де-Монте-де-Ока. Деякі з його творів були перекладені англійською, французькою, німецькою, чеською та іншими мови, а також увійшли до багатьох антологій в інших країнах.
У 1961 році отримав премію за твір «The Flood» в Кесальтенанго, Гватемала. 1964 року був нагороджений премією Магона за його письменницьку діяльність загалом. Крім того, в 1965 році Карлос видав "Tres Cuentos ", де змінює форму своїх минулих історій.
Помер у своєму рідному місті — Сан-Хосе 24 липня 1980 року.

## Казки лиха і пейзажів
У 1947 році Карлос Саласар Еррера зібрав у Cuentos de angustias y paisajes оповідання, які він видав протягом трьох десятиліть у газетах і журналах, а також у деяких неопублікованих; кожна історія супроводжувалася однією з його гравюр; у 1963 додалися ще 2 оповідання. Загалом розглядаються тридцять історій: 
- La bocaracá
- El puente
- La calera
- El novillo
- El calabazo
- El bongo
- Un matoneado
- La bruja
- El grillo
- El beso
- Un grito
- La ventana
- La dulzaina
- El mestizo
- Los colores
- El botero
- La sequía
- El temporal
- El estero
- El curandero
- La trenza
- El cholo
- La saca
- La montaña
- Las horas
- El camino
- El chilamate
- Una noche
- El resuello
- El cayuco

 Твори Карлоса Саласара Еррери відображають пейзажі, суспільство та мови з різних регіонів Коста-Рики. Письменник часто користується таким художнім засобом як метафора, зображаючи події і героїв на імпресіоністичному тлі.
Для літературних творів Еррери характерне переплітання основних рис Коста-Ріки, які виражаються в наступних складниках: людина, подія і пейзаж. У той же час автору вдається дотримуватися універсальності, що виражається через чутливість.

Про книгу «Cuentos de Angustias y Paisajes» у своїй статті розповідає Лілія Рамос Вальверде: 
"La presencia de Costa Rica es diáfana, certera, vigorosa, en las páginas de su obra; firmamento, suelo... aire, sol y luna. Montaña, alcor y llanura... río, mar, costa o ribera... golfo, bahía, playa, litoral. Fauna, gea, flora. Pueblitos, remotidades y en unos y en otros, ticos humildes, engastados en su medio y con el sabor acre de su patetismo: con sus dramas pequeños o grandes, ostensibles o recónditos".
 Автор надає великого значення пейзажам у своїй творчості. Він описує нічні міста Центральної долини у погляді згори: 
"...un montón de estrellas caídas."
 Регіони, такі як Серро-де-ла-Мюрте або Санта-Марія-де-Дота, описані як місця з густою рослинністю, а також як рівнини із задушливими джунглями. 
“…que había puesto su rancho en un claro de la selva…”
 В El estero він описує сцени з Пунтаренаса : 
“…Algo lejos, sobre una panga volcada bajo un almendro…”, “…descascaraba unos palos de mangle sobre una horqueta…”
 Реалістичні характеристики у творах Саласара відображені в селянських діалогах. Автор уникає регіональних термінів, притаманних агломераціям і фонетичного перебільшення. Відчуття і душа знайшли відбиття в розмовах костариканського селянського народу.

Однак у своїх діалогах він точно відтворює селянську фонетику і синтаксис. Приклад цього можна знайти в La Calera : 
“- Bueno Eliseo, ¿Qué vamos`hacer? Voyir haciendo viaje, pues.”
 Казки — це маленькі сцени з повсякденної костариканської реальності. Підняті питання незначні, але вони представлені художньо і з певною байдужістю. Метою Карлоса було показати непередбачуваність людської істоти та її біль. Повсякденне, що рухає людиною зі своєю особливою дрібністю, є аргументом більшості творів Саласара Еррера.

Той же автор майстерно дає, зі своєї точки зору, власне визначення того, що таке оповідання у своєму творі «El bongo», порівнюючи цей літературний жанр із судном: 
¡Un bongo... ¡Y qué parecido es a un cuento!
Un bongo es una pequeña embarcación de velas, en donde caben apenas unas cuantas personas...
Un bongo es para aguas mansas.
Un bongo no se puede aventurar en mar abierta, como los grandes navíos, en donde cabe mucha gente y pasan muchas cosas en sus largas travesías.
Un bongo no puede perder de vista la tierra, porque a pesar de todo, sigue siendo un árbol.
 Автор завжди демонструє особливі зусилля, щоб знищити, з іронією, таємницю надприродного, як це зроблено у оповіданні «Відьмі і одна ніч» («La bruja y Una noche»). 
Junto a la torre de la iglesia, parecía que iba a tener lugar un eclipse de luna... o reloj.
¡Era la hora del aquelarre!
La bruja Elvira entró por la puerta azul de la casa blanca y cogió la escoba.
Cogió la escoba... y se puso a barrer la sala
Оповідач є свідком історії, на яку посилається персонаж у власних обставинах. Це спосіб представлення на сцені сердечного жесту, чоловіків і пейзажів, через вигадку того, що дійсно живе.

Якщо проаналізувати прозу, використану автором для оповідання, ми виявляємо, що його поетична праця не є єдиною. Відтворюється те, що було видно з художнім сприйняттям. Читач зустрічається із сюрпризами, з символікою, змішуючи душу з пейзажем. В той же час вважається, що твори Саласара є одночасно поетичними і наративними: 
“por todos esos procedimientos (poéticos, expresivos, singularizadores) y formas que “colorean” sus cuentos, hasta tal punto de que algunas de sus narraciones se acercan mucho a lo que se ha llamado “poema en prosa”, aunque el valor argumental de la mayoría de ellas los sitúan justamente entre lo que se considera cuento”
 Герої Саласара Еррери є пасивними і слабкими. Вони легко вражаються зовнішнім світом. Вони уособлюють біном, що формує назву твору (туга, яка є негативною частиною людини, і пейзажі, які визначають долю персонажів). Два дійсних приклади для поразки людини перед природою (пейзаж вирішує долю персонажів) даються з дорогою і тимчасовим. Ці персонажі здаються своєму оточенню і змирилися з байдужістю пейзажу, особливостями імпресіонізму.
Хоча в більшості сюжетів переважає негативна картина, «El puente», «La ventana» і «El novillo» повинні бути враховані як оповідання з позитивним кінцем (хоча є й біда як частина фону). В оповіданнях Саласара Еррери переважають страждання, про які говорять самі їхні назви.

## Твори

### Казки
- La Piedra de Toxil, 1928.
- Cuentos de Angustias y Paisajes, 1947.
- Tres Cuentos, 1965.
- De amor, celos y muerte (póstuma), 1980.

### Скульптура
- Motivo, 1935.

### Друковані твори
- Álbum de Grabados, 1934.

- Linóleos відповідає гравюрам деяких оповідань Карлоса Салазара Еррера.